# カザンドリーノ
カザンドリーノ（イタリア語: Casandrino）は、イタリア共和国カンパニア州ナポリ県にある、人口約1万4000人の基礎自治体（コムーネ）。

## 地理

### 位置・広がり
ナポリ中心部から北北西へ9kmの距離にある。

#### 隣接コムーネ
隣接するコムーネは以下の通り。
- アルツァーノ
- グルーモ・ネヴァーノ
- メリート・ディ・ナーポリ
- ナポリ
- サンタンティモ